# St. Bartholomäus (Beuchlitz)

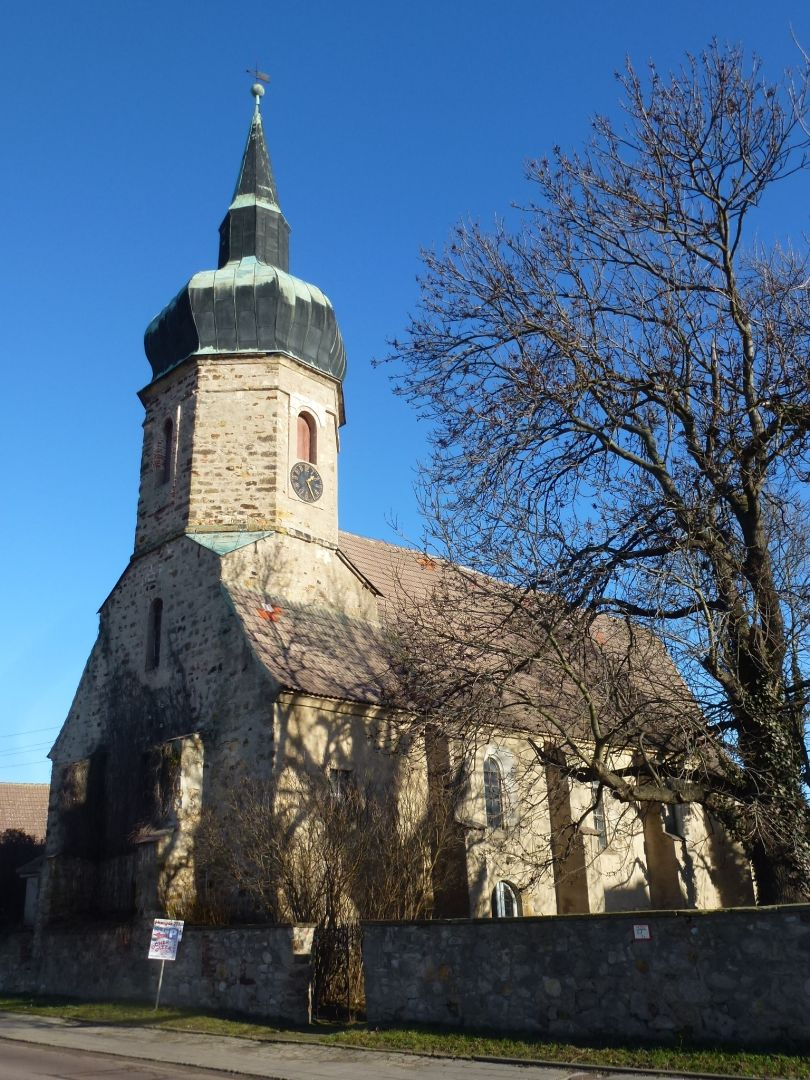
St. Bartholomäus in Beuchlitz

St. Bartholomäus ist eine denkmalgeschützte Kirche im Ortsteil Beuchlitz des Ortes Holleben der Gemeinde Teutschenthal in Sachsen-Anhalt. Im örtlichen Denkmalverzeichnis ist sie unter der Erfassungsnummer 094 55160 als Baudenkmal verzeichnet. Sie gehört zur Kirchengemeinde Holleben im Kirchenkreis Halle-Saalkreis der Evangelischen Kirche in Mitteldeutschland.
Das dem Apostel Bartholomäus gewidmete Sakralgebäude befindet sich an der Ernst-Thälmann-Straße in Beuchlitz.

## Geschichte
Im 16. Jahrhundert wird in einer Urkunde eine Kapelle St. Bartholomäus genannt. Man geht davon aus, dass damit der heutige Bau gemeint war. Aufgrund der Nähe des Erzpriestersitzes in Holleben war diese Kirche nie eine Pfarrkirche gewesen.
Die Kirche wurde bis 2005 von der katholischen Gemeinde genutzt; seit Ostern 2019 hat hier die Rumänische Orthodoxe Gemeinde Halle ihre Gottesdienststätte.

## Architektur
Die Kirche ist ein einschiffiger Bruchsteinbau mit quadratischem (oben ins Achteck übergehenden) Westturm und eingezogenem Chor (5⁄8-Schluss) aus der Mitte des 15. Jahrhunderts. Der Turm wurde in der ersten Hälfte des 18. Jahrhunderts mit Zwiebelhaube und Laterne zum Teil neu gebaut. An Schiff und Chor finden sich Strebepfeiler, an der Chornordseite führt eine Wendeltreppe zur jüngeren Patronatsloge.

## Ausstattung

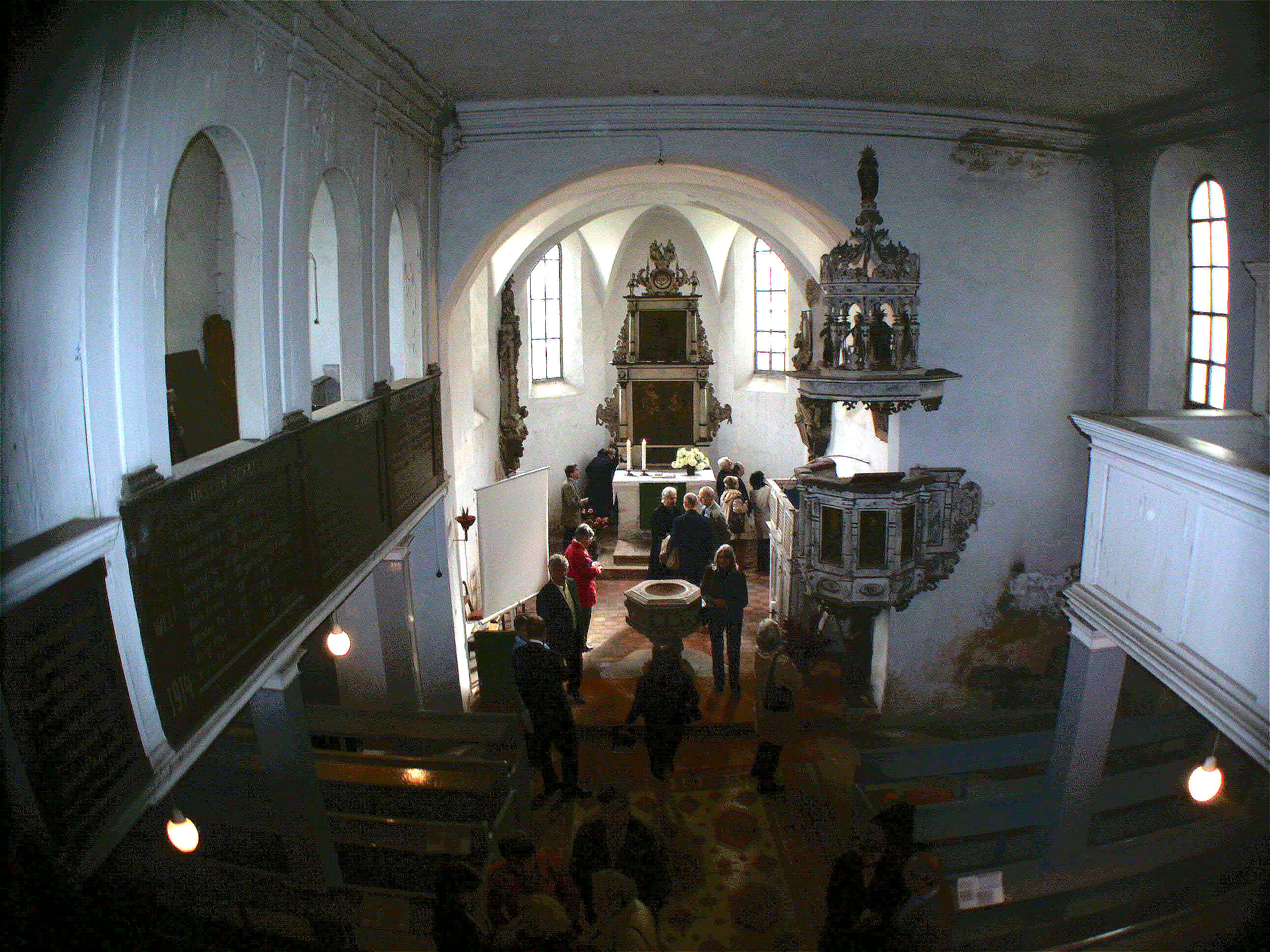
Innenansicht der Kirche Beuchlitz (2007)

Das Innere der Kirche überspannt eine verputzte Flachdecke und ein kreuzgewölbter Chor. An der Nordwand finden sich in den Schildbögen noch Freskenreste aus der Bauzeit mit Darstellung der vier Evangelisten. Das hölzerne Altarretabel (1613) stammt von Hans Schroeter, die Kanzel mit Schalldeckel von Christoff Erhardt. Wohl zur selben Zeit entstanden auch die Pfarr- und Patronatsloge wie auch die mit reichem Reliefdekor versehene Sandsteintaufe. Sakramentsnische mit Fialenrahmung (1461). Zwei schöne barocke Epitaphe im Chor gehören noch zu den besonderen Ausstattungsstücken der Kirche, die einer dringenden Sanierung bedarf.
Der Orgelprospekt stammt aus dem Anfang des 18. Jahrhunderts. Die Orgel wurde 1933 als eines der letzten Instrumente aus der Orgelbauanstalt Wilhelm Rühlmann (Zörbig) erbaut. Das Orgelwerk ist original erhalten, es besteht aus zwölf Registern auf zwei Manualen und Pedal (Kegellade). Die Trakturen sind pneumatisch.
| I Hauptwerk C–f3 |            |    |
| 1.               | Principal  | 8′ |
| 2.               | Quintadena | 8′ |
| 3.               | Octave     | 4′ |
| 4.               | Mixtur III |    |

| II Oberwerk C–g3 |              |       |
| 5.               | Gedackt      | 8′    |
| 6.               | Salicional   | 8′    |
| 7.               | Waldflöte    | 4′    |
| 8.               | Sesquialtera | 2 ⁄3′ |
| 9.               | Nachthorn    | 2′    |

| Pedal C–d1 |           |     |
| 10.        | Subbaß    | 16′ |
| 11.        | Principal | 8′  |
| 12.        | Octave    | 4′  |

- Koppeln: II/I, I/P, II/P

## Glocken
Die Kirche in Beuchlitz besitzt heute zwei Glocken. Die kleinere wurde im 15. Jahrhundert gegossen und hängt heute an einem überdimensionalen Holzjoch. Aufgrund des abgebrochenen Klöppels kann das Instrument, das durch die hohe Güte seiner Zier besticht, nicht mehr erklingen. Die große Glocke wurde 1504 vom Halleschen Gießer geschaffen und kann noch heute geläutet werden. Eine dritte Glocke, deren Gefach heute leer ist, wurde im Ersten Weltkrieg als Kriegsopfer abgegeben.
2022 wurde das mechanische Uhrwerk im Turm wieder in Betrieb genommen.